# داوید بتلا
داوید بتلا (زاده ۷ آوریل ۲۰۰۰) بازیکن فوتبال اهل ایتالیا است که برای باشگاه فوتبال فروزینونه در پست مدافع بازی می‌کند.